# ملقن (مسرح)
المُلقن هو الشخص المكلف بتلقين النص للممثلين على المسرح، وهو يجلس في فجوة الملقن وهي فتحة مغطاة في مقدمة منصة المسرح.